# Gare de La Rivière-Saint-Sauveur
La gare de La Rivière-Saint-Sauveur est une gare ferroviaire française, fermée, de la ligne de Pont-l'Évêque à Honfleur. Elle est située sur le territoire de la commune de La Rivière-Saint-Sauveur dans le département du Calvados, en région Normandie.

## Situation ferroviaire
Établie à 20 mètres d'altitude, la gare de La Rivière-Saint-Sauveur est située au point kilométrique (PK) 229,4xx de la ligne de Pont-l'Évêque à Honfleur, entre les gares de Quetteville et de Honfleur.

## Histoire
Le 7 juillet 1862, la Compagnie des chemins de fer de l'Ouest ouvre à l'exploitation les 25 km de la deuxième section, de Pont l'Évêque à Honfleur, de sa « ligne de Lisieux à Honfleur ». Sur cette section, outre les gares des extrémités, il n'y a qu'une seule gare intermédiaire : à Quetteville.

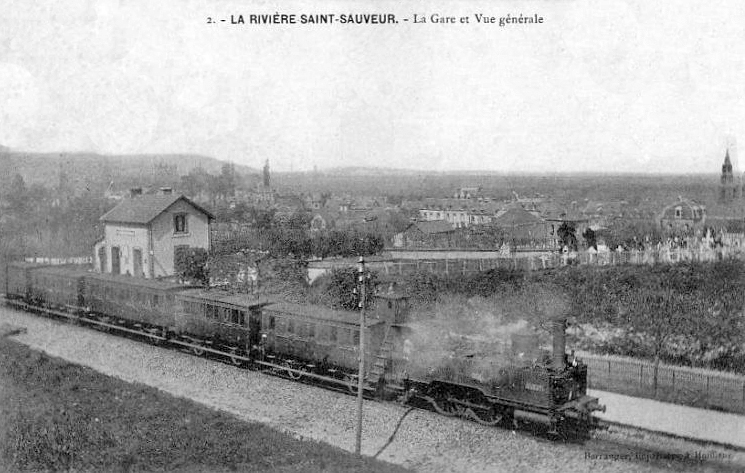
La halte au début des années 1900.

La halte de La Rivière-Saint-Sauveur est mise en service, par la Compagnie des chemins de fer de l'Ouest, le dimanche 16 février 1896 sur la ligne de Lisieux à Honfleur, entre les gares de Quetteville et d'Honfleur. Elle est ouverte « au service des voyageurs, des bagages, des articles de messageries, des marchandises à grande vitesse et des chiens, manutentionnés avec l'aide des expéditeurs et des destinataires ».
Le 6 juillet 1908, la Compagnie de l'Ouest fait paraître dans le journal Officiel un avis de changement des services offerts par cette halte : « ouverture de la halte de la Rivière-Saint-Sauveur (ligne de Lisieux à Honfleur) — qui n'assure actuellement que le service complet de la grande vitesse, à l'exclusion des finances, valeurs et objets d'art, et des voitures, pompes funèbres, chevaux et bestiaux — au service de la petite vitesse pour l'expédition et la réception des marchandises par remise de 300 kilogr. au maximum, manutentionnées à découvert avec l'aide de l'expéditeur et des destinataires ».
Le trafic voyageurs est arrêté en 1969 sur la ligne Évreux - Honfleur et en 1971 sur la ligne Lisieux - Honfleur. La gare eu l'occasion de rouvrir entre 1995 et 2006 du fait du service PontAuRail, qui assurait la liaison des passagers entre la gare de Pont-Audemer et la gare de Honfleur. Ce train fût stoppé en 2006, provocant la fermeture de la gare de La Rivière-Saint-Sauveur la même année[réf. nécessaire].

## Projet de réouverture
Discussions sur un projet de réouverture de la ligne entre Glos-Montfort et Honfleur.